# Шав'єр Ескуде
Шав'єр Ескуде (ісп. Xavier Escudé, 17 травня 1966) — іспанський хокеїст на траві.
Учасник Олімпійських Ігор 1988, 1992, 1996 років. Срібний призер 1996 року.